# テレグラフ (レコードレーベル)
テレグラフ・レコード (TELEGRAPH RECORDS) は、有限会社テレグラフファクトリー (英: TELEGRAPH FACTORY Inc.) が擁する日本のインディーズレーベル。1981年に写真家の地引雄一（じびき ゆういち）が設立した。現在も活動を継続しており、2021年には設立40周年を迎えた。
レーベル名の正式名称が「テレグラフ・レコード」、正式な社名が「有限会社テレグラフファクトリー」である。略称は「テレグラフ」。本来「テレグラフ」は英語で電報・電信の意味であるが、レーベル名はT・レックスの曲名「テレグラム・サム」から採り末尾を変えたと、地引が自著の中で述べている。

## 歴史
代表者の地引雄一は1949年（昭和24年）生まれ、千葉県出身。日本写真学園卒業。日本写真学園 (Japan Photographic Academy, JPA) は、東京都新宿区下宮比町2-1、飯田橋駅前の飯田橋第一勧銀稲垣ビル1階・2階にあった写真専門学校で、2005年4月に閉校した。
東京のライブハウスを中心として起こったパンク・ロックのムーブメント「東京ロッカーズ」の牽引役であった紅蜥蜴（のちLIZARD）のリーダー・モモヨ（管原庸介）との出会いを契機に、地引は1978年からカメラマンとしてステージ写真を撮影する傍ら、イベンターやマネージャーとしても活動し、日本のパンク・ロック黎明期から深く関わるようになる。
ミニコミ『チェンジ2000 (Change 2000)』を発行していた小嶋さちほ（ZELDAのリーダー）と地引が知り合い、地引と小嶋らを中心に1980年、インディーズレーベル「ジャンク・コネクション (Junk Connection) 」を設立。レーベル名はモモヨが命名した。水俣病を題材としたLIZARDの『サ・カ・ナ』、大熊ワタルらのアヴァン・ロックバンド絶対零度の『絶対零度』、そしてZELDAのファースト・シングル『Ash-Lah』と、同年内にシングルを3枚リリースしたが、同年11月にモモヨが麻薬取締法違反容疑で逮捕されたこともあり（翌月保釈）、レーベルは活動を中止した。
翌1981年、地引は自らのインディーズレーベル「テレグラフ・レコード」を立ち上げて活動を移行し、第1弾として同年4月にAUTO-MODのEPをリリースした。設立当初は西荻窪に拠点を置いていたが、地引の結婚に伴い埼玉県草加市（現所在地）へ拠点を移した。
地引は1984年、テレグラフ内のサブレーベルとして「ヴェクセルバルク (Wechselbalg Syndicate) 」を立ち上げる。テレグラフではパンクやロックに限らず、テクノやアコースティック、実験音楽など、ノンジャンルというべき多様なアーティストをリリースしていた。これに対しヴェクセルバルクでは、AUTO-MODのリーダー・GENET（ジュネ）と共同してポジティブ・パンク専門レーベルとし、オート・モッドのほか、SADIE SADS、NUBILE（ニウバイル）、SODOM、そして女性ボーカルSYOKO（当時はインディーズ界の中森明菜と称された）率いるG-Schmittの作品をリリースした。会場で乱闘もあった荒々しいハードコア・パンクに対し、ゴシック・ロック系の耽美的なパンクは「ポジパン系」と称され、当時のパンクシーンを二分した。ポジパン系はブームとなって女性ファン層を獲得し、この系譜は1990年代以降のヴィジュアル系へとつながることとなる。
また地引は東京周辺のアーティストにとどまらず、関西インディーズシーンで活躍していたアーント・サリー（Phew）、EP-4（佐藤薫、川島バナナ）、4-D（小西健司、横川理彦、成田忍、中垣和也）などとも交流を持ち、イベントに呼んだり作品をリリースしていた。またイベントには地方のインディーズバンドも多数出演していた。
1986年7月15日、地引は著書『ストリート・キングダム』（ミュージック・マガジン増刊扱い）を刊行。日本のパンク・ロックとインディーズの記録を、豊富な記録写真と臨場感あふれる生々しい文章で一冊の書籍にまとめた。当時物議を醸したザ・スターリンの遠藤ミチロウの全裸ライブなど衝撃的な写真も多数掲載されている。2008年には当時の映像を収録した付録DVDを追加し内容を増補改訂した「完全版」が再刊され、装丁デザインも一新された。
1995年には音楽とサブカルチャーの雑誌『EATER』を創刊（不定期刊行）。2000年代以降はインターネットの普及に伴い、ウェブサイト「EATER online」に移行し、息の長い活動を継続している。

## 他レーベルとの交流
- 東京ロッカーズの中心的存在として、「ミラーズ」を経て「チャンス・オペレーション」を結成したヒゴヒロシと交流があり、ヒゴのレーベル「ゴジラ・レコード」「ジープ・レコード」と共同リリースした作品もある。
- 1980年には音楽雑誌『DOLL』編集長の森脇美貴夫がインディーズレーベル「シティ・ロッカー・レコード (City Rocker Records) 」を設立し、その第1弾として同年10月に紅蜥蜴のLP『けしの華』をリリース、1982年3月にはリザードの『リザードIII』をリリースした。モモヨとのつながりで、シティ・ロッカー系とテレグラフ系の人脈は交流があった。
- 元々西荻窪に本拠を置いていたこともあり、ライブハウス「吉祥寺マイナー」の店主だった佐藤隆史とも交流を持ち、佐藤が1980年に立ち上げたレーベル「ピナコテカレコード」ともつながりがあった。
- テレグラフの前身となった「ジャンク・コネクション」内のサブレーベルとして「アスピリン・レコード (Aspirin Records) 」が生まれたが、守屋正により1981年に独立し、ZELDAをはじめ、のち声優としても活躍する川喜多美子（当時はインディーズ界の南野陽子と称された）率いるD-DAY、タンゴ研究家の斎藤充正が女性ボーカルをフィーチャーしたCorina Corrinaとささらなど、女性ボーカルバンドの作品を多くリリースしていた。守屋により「アスピリン・レコード」は1984年に「バルコニー・レコード (Balcony Records)」へ発展し、D-DAYやコクシネルなど多数の作品を世に送り出した。

## イベント
東京ロッカーズの拠点であったライブハウス「新宿LOFT」は、テレグラフ系のイベントの拠点ともなり、1979年8月28日には「DRIVE TO 80's」が開催された。テレグラフ発足後の1983年8月には5日間にわたり「CASE OF TELEGRAPH/ PRODUCTS 5」が開催され、このライブの模様は2枚組LPにまとめられた（のちCD再発）。
イベントはその後も継続され、1999年には「DRIVE TO 2000」、2009年には「DRIVE TO 2010」が開催された。2011年4月2日には高円寺HIGHで「CASE OF TELEGRAPH Extra」が開催され、会場経費を差し引いた収益全額と会場で集めた募金が東日本大震災の義援金として被災地へ送られた。2016年12月には「DRIVE TO 2100」が開催された。

## かつて所属したアーティスト
アルファベット・五十音順。
テレグラフ
- 4-D mode-1 - 4-Dは神戸市灘区に本拠を置く音楽ユニット。ファーストアルバムをテレグラフからリリース。
- AUTO-MOD
- E.D.P.S（エディプス） - 恒松正敏がフリクション脱退後に結成。
- EP-4（佐藤薫）
- LIZARD
- NON BAND（ノンバンド） - 女性ボーカリストのノンを中心とするバンド。
- あけぼの印 - 女性ボーカリストの久野弘恵（ひさの ひろえ）を擁するバンド。フリクションのシェルツ・ハルナ（春名周作）も参加。
- アマリリス（現：アマリリス【改】） - 京都市出身の女性ボーカリスト、アリスセイラー (Alicesailor) [11]を中心とする関西の音楽ユニット[12]。
- カトゥラ・トゥラーナ - 女装のボーカリスト広池敦（ひろいけ あつし）を中心とする実験音楽バンド。
- すきすきスウィッチ (佐藤幸雄)
- チコ・ヒゲ - フリクションのドラマー。
- チャンス・オペレーション - ベーシストのヒゴヒロシを中心とする東京ロッカーズのバンド。
- のいづんずり - ボーカルの福田研を中心とする京都のバンド。
- バナナリアンズ - 後にくじらを結成する杉林恭雄、楠均が参加。

くじらもテレグラフのイベントに出演し、ライブアルバムに曲が収録されている。
- パブロ・ピカソ - フリクションに影響を受け、1981年に3人組で結成した東京ロッカーズ第3世代のバンド。
- 招き猫カゲキ団 - ZELDAの小嶋さちほ・高橋佐代子の別ユニット。
- 山口冨士夫

ヴェクセルバルク
- AUTO-MOD
- G-Schmitt（ゲー・シュミット）
- NUBILE（ニウバイル）
- SADIE SADS（サディ・サッズ）
- SODOM（ソドム）